# El Altar (Chimborazo)
El Altar ist eine Ortschaft und eine Parroquia rural („ländliches Kirchspiel“) im Kanton Penipe der ecuadorianischen Provinz Chimborazo. Die Parroquia besitzt eine Fläche von 74,2 km². Die Einwohnerzahl lag im Jahr 2010 bei 1265.

## Lage
Die Parroquia El Altar liegt südlich des Vulkans Tungurahua. Das Areal reicht vom Hauptkamm der Cordillera Real im Osten bis zum Ostufer des Río Chambo im Westen. Der Río Puela, ein rechter Nebenfluss des Río Chambo, durchquert den Ostteil der Parroquia in nördlicher Richtung und fließt im Anschluss entlang der nördlichen Verwaltungsgrenze nach Westen. Der kleinere Fluss Río Badcahuan begrenzt das Verwaltungsgebiet im Südwesten. Der 2450 m hoch gelegene Hauptort El Altar befindet sich im äußersten Westen der Parroquia 4,8 km nordnordöstlich vom Kantonshauptort Penipe. Die Fernstraße E490 (Riobamba–Pelileo/Baños) führt an El Altar vorbei.
Die Parroquia El Altar grenzt im Norden an die Parroquia Puela, im Osten an die Provinz Morona Santiago mit der Parroquia Cumandá (Kanton Palora), im Süden an die Parroquia Matus, im äußersten Südwesten an die Parroquia Penipe sowie im äußersten Westen an die Parroquia Guanando (Kanton Guano).

## Orte und Siedlungen
In der Parroquia El Altar gibt es neben dem Hauptort El Altar folgende Siedlungen: Asacucho, Ayanquil, Ganshi, Pachanillay, Palictahua und Utuñag.

## Geschichte
Die Parroquia El Altar wurde am 26. März 1865 als Teil des Kantons Guano gegründet. Zuvor war El Altar Teil der Parroquia Penipe. Im Jahr 1984 wurde der Kanton Penipe gegründet und El Altar in diesen integriert.